# 吉岡静夫
吉岡 静夫（吉岡 靜夫、よしおか しずお、1936年〈昭和11年〉5月21日 - 2023年〈令和5年〉7月2日）は、日本の政治家。元新潟県糸魚川市長（1期）。

## 経歴
新潟県糸魚川市出身。慶応義塾大学法学部（通信制）中退。1958年（昭和33年）糸魚川市役所に入り、26年間勤務する。1984年（昭和59年）に退職。タウン誌を発行する。糸魚川市議会議員を3期務めた。

### 1997年糸魚川市長選挙
1997年（平成9年）糸魚川市長選挙に立候補するが、元市議会議長の山田紀之に敗れて落選した。
※当日有権者数：-人 最終投票率：78.40%（前回比：-pts）
| 候補者名 | 年齢 | 所属党派 | 新旧別 | 得票数  | 得票率 | 推薦・支持 |
| -------- | ---- | -------- | ------ | ------- | ------ | ---------- |
| 山田紀之 | 56   | 無所属   | 新     | 9,523票 | 46.5%  | -          |
| 吉岡静夫 | 61   | 無所属   | 新     | 7,340票 | 35.9%  | -          |
| 後藤善和 | 47   | 無所属   | 新     | 3,605票 | 17.6%  | -          |

2001年（平成13年）に再び立候補し、現職を破って初当選する。同年11月5日に市長に就任した。市長を1期務め、糸魚川市は能生町と青海町と合併し、新・糸魚川市が発足。それに伴い2005年（平成17年）3月18日に市長を退任した。合併による糸魚川市長選挙に立候補したが、元糸魚川市議会議長の米田徹に敗れた。
2023年7月2日、老衰のため神奈川県川崎市高津区の高齢者用住宅で死去した。87歳没。死没日付をもって、正六位に叙され、旭日双光章を追贈された。